# Eliza Swenson

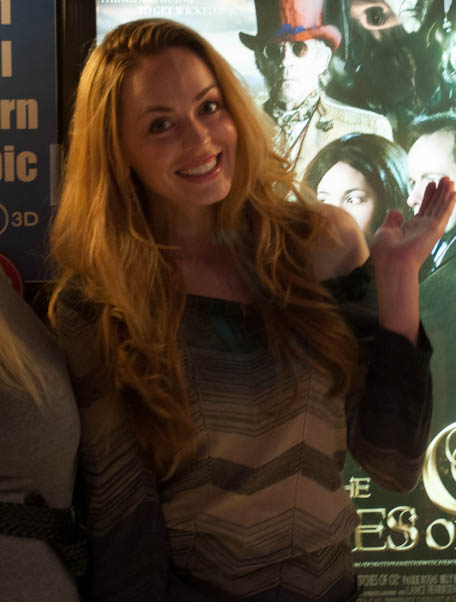
Eliza Swenson (2012)

Elizabeth Lee Swenson (* 28. Juli 1983 in Quincy, Kalifornien) ist eine US-amerikanische Schauspielerin, Filmproduzentin, Komponistin und unter dem Namen Victoria Mazze Sängerin der Band The Divine Madness.

## Leben
Swenson ist schwedischer und dänischer Herkunft. Sie wurde als Tochter von Terry Swenson, einem Strafverfolgungsbeamten, und Penelope Swenson, einer Bildungsprofessorin und Administratorin, als sechstes von insgesamt sieben Kindern geboren. Sie erhielt einen Bachelor of Fine Arts in Music Media und Sound Engineering an der Brigham Young University im Jahr 2003. Als Schauspielerin wurde sie durch ihre Rollen in verschiedenen B-Movies von The Asylum bekannt.

## Filmografie (Auswahl)

### Kompositionen
- 2006: Exorcism: The Possession of Gail Bowers
- 2006: Dracula’s Curse
- 2006: The 9/11 Commission Report
- 2006: Dragon – Die Drachentöter (Dragon)
- 2007: Supercroc
- 2007: Transmorphers
- 2008: The Dunwich Horror (Fernsehfilm)
- 2011: Die Hexen von Oz (The Witches of Oz)
- 2013: The Penny Dreadful Picture Show
- 2016: Ben-Hur – Sklave Roms (In the Name of Ben Hur)
- 2017: Mother of the Year (Fernsehfilm)
- 2017: Troy: The Odyssey
- 2018: Alien Predator: Hunting Season (Alien Predator)
- 2019: The Adventures of Aladdin (Adventures of Aladdin)
- 2019: Monster Island – Kampf der Giganten (Monster Island)
- 2019: Psycho BFF (Fernsehfilm)
- 2019: The Boy, the Dog and the Clown
- 2019: The Final Level: Flucht aus Rancala (The Final Level: Escaping Rancala)
- 2019: Die Weihnachtskönigin – (K)ein Like zum Fest (A Beauty & the Beast Christmas)
- 2020: Collision Earth – Game Over (Collision Earth)
- 2020: Top Gunner – Die Wächter des Himmels (Top Gunner)
- 2020: Monster Hunters – Die Alienjäger (Monster Hunters)
- 2020: Pool Boy Nightmare (Fernsehfilm)
- 2020: Airliner Sky Battle
- 2021: Robot Apocalypse
- 2022: 2025 Armageddon – Willkommen im Multiversum (2025 Armageddon)

### Schauspiel
- 2005: Frankenstein Reborn
- 2005: The Beast of Bray Road
- 2005: König einer vergessenen Welt (King of the Lost World)
- 2006: Satanic
- 2006: Dracula’s Curse
- 2006: Candy Stripers
- 2006: The 9/11 Commission Report
- 2006: Pocahauntus
- 2006: Dragon – Die Drachentöter (Dragon)
- 2007: Transmorphers
- 2007: Drake & Josh (Fernsehserie, Episode 4x20)
- 2008: Pineapple
- 2008: The Dunwich Horror (Fernsehfilm, Sprechrolle)
- 2009: Chrome Angels
- 2010: Drop Dead Gorgeous
- 2011: Die Hexen von Oz (The Witches of Oz)
- 2013: The Legend of the Red Reaper
- 2013: The Penny Dreadful Picture Show
- 2014: Alice D
- 2014: The Lost Girls

### Filmschaffende
- 2011: Die Hexen von Oz (The Witches of Oz; Produktion und Drehbuch)
- 2011: Slash-in-the-Box (Kurzfilm; Produktion und Drehbuch)
- 2013: The Penny Dreadful Picture Show (Regie, Produktion und Drehbuch)
- 2014: The Lost Girls (Produktion und Drehbuch)